# Oncidium sarcodes
Oncidium sarcodes là một loài phong lan Brasil.